# Tristan & Isolde (film)
Tristan & Isolde är en amerikansk episk romantisk dramafilm från 2006 i regi av Kevin Reynolds. Den producerades av Ridley Scott och Tony Scott. I huvudrollerna ses James Franco och Sophia Myles, i övriga roller märks Rufus Sewell, Mark Strong och Henry Cavill. 
Handlingen är baserad på medeltidssagan om Tristan och Isolde, och utspelar sig under 400-talet på brittiska öarna, men med större ändringar i berättelsen än i Joseph Bédiers moderna version från 1900. En tydlig ändring gentemot originalet är att Tristan och Isoldes kärlek och öde i Reynolds film inte beseglas av en kärleksdryck, utan av passion. 

## Handling
Filmen utspelar sig i en tid då det råder krigstillstånd mellan England och Irland. Tristan, en ung engelsman som sedan hans egna föräldrar dödats i en räd blivit som en medlem i kung Mark av Cornwalls familj, blir under ett krigståg mot Irland svårt skadad och i tron att han är död läggs han i en båt för att begravas till sjöss. Men Tristan är inte död, utan tycks bara vara död eftersom vapnet som skadade honom var förgiftat. 
Tristan flyter till slut i land på Irlands kust där han hittas av Isolde, en irländsk prinsessa, dotter till Irlands kung. Isolde räddar honom och vårdar honom utan att veta vem han är tills han börjar återfå sin kraft. Tristan vet inte heller vem Isolde är och en kärlekshistoria dem emellan tar sin början. Men kungen av Irland får reda på att en engelsmans svärd hittats i en båt på Irlands kust. Han beordrar att man ska söka rätt på engelsmannen. 
Detta leder till att Isolde som fruktar för Tristans liv tvingar Tristan att ge sig av i en liten båt. Hennes argument är att hon inte kan leva om kungen får tag på honom och att hon vet att han kommer att älska henne ovillkorligt, oavsett avstånd. Tristan tar sig tillbaka till England, och hans vänner som trott att han var död blir överraskade när de får se att han lever och hälsar honom som en hjälte.
Samtidigt konspirerar den irländske kungen Donnchadh, Isoldes far, för att besegra England och kung Mark genom att få engelsmännen att slåss inbördes. Kung Donnchadh låter kungöra att ett tornerspel ska hållas, och att vinnarens pris ska bli hans dotter Isoldes hand. Tristan, som är trogen sin kung och riket, vill delta i tornerspelet för att vinna den irländska prinsessan åt kung Mark, och får tillåtelse till det. 
När Tristan segrar ger han, ovetande att den irländska prinsessan är samma kvinna som han älskar, Isolde till sin herre Mark av Cornwall. Inte förrän det är för sent får de reda på hur det förhåller sig och hur deras kärlek snärjt dem i olycka. Passionen mellan dem är dock så stark att de trots att deras kärlek är förbjuden inte kan låta bli att träffas på hemliga ställen. Det finns dock några som anar oråd och försöker avslöja deras kärlek.

## Rollista i urval
- James Franco - Tristan
  - Thomas Sangster - Tristan som barn
- Sophia Myles - Isolde
- Rufus Sewell - Lord Marke av Cornwall
- Mark Strong - Lord Wictred
- Henry Cavill - Melot
- David O'Hara - Kung Donnchadh
- Bronagh Gallagher - Bragnae